# 箭秆风
箭秆风（学名：Alpinia stachyodes）为姜科山姜属下的一个种。

## 扩展阅读
- 維基物種上的相關：箭秆风